# 王顺生
王顺生（1949年3月—），男，河北南宫人，中华人民共和国政治人物。

## 生平
1982年，毕业于中国人民大学政治经济学系政治经济学专业。后进入国务院经济研究中心工作。1992年，担任深圳市人民政府办公厅副主任。1993年，担任深圳市罗湖区委副书记、代区长、区长。1995年7月，担任中共深圳市委常委、罗湖区委书记。1997年，担任深圳市委常委、福田区委书记。2000年6月，担任中共深圳市委常委、副市长。2002年8月，担任中共珠海市委副书记。同年9月，担任中共珠海市委副书记，珠海市人民政府代市长、市政府党组书记。2002年11月，担任中共珠海市委副书记、珠海市人民政府市长。2007年，担任深圳市政协副主席、党组副书记。2008年4月，担任深圳市政协主席、党组书记。2010年，离职。